# Paa ercepeae
Paa ercepeae é uma espécie de anfíbio da família Ranidae.
Pode ser encontrada nos seguintes países: Nepal e possivelmente em Índia.
Os seus habitats naturais são: regiões subtropicais ou tropicais húmidas de alta altitude e rios.
Está ameaçada por perda de habitat.